# إيما دانتي
إيما دانتي (بالإيطالية: Emma Dante)‏ هي درامية ‏ وكاتبة مسرحية ومخرجة وممثلة إيطالية، ولدت في 6 أبريل 1967 في باليرمو في إيطاليا.

## وصلات خارجية
- الموقع الرسمي
- إيما دانتي على موقع IMDb (الإنجليزية)
- إيما دانتي على موقع ميتاكريتيك (الإنجليزية)
- إيما دانتي على موقع روتن توميتوز (الإنجليزية)
- إيما دانتي على موقع قاعدة بيانات الفيلم (الإنجليزية)